# Beat of My Heart
Beat of My Heart è il secondo singolo estratto dall'album Most Wanted della cantante statunitense Hilary Duff, che è anche produttrice e scrittrice della canzone insieme ai fratelli Joel e Benji Madden.
Hilary Duff presentò la canzone anche agli AMA 2005, dove si esibiva per la prima volta. Dopo la performance le vendite di Most Wanted salirono vertiginosamente. Il singolo entrò anche nell'AOL Countdown alla posizione numero 11.
In Australia raggiunse la 13ª posizione. La canzone raggiunse la prima posizione in paesi come Singapore, Cina, India e Giappone, raggiungendo le centomila copie vendute e venne certificata disco d'oro. In Italia il singolo ha debuttato nel marzo 2006 alla posizione numero 7 e rimase per diversi mesi nella Top 40, nella trasmissione TRL di MTV si posizionò al numero 1.

## Video musicale
Il video è stato girato a Los Angeles e diretto da Phil Harder. Messo in commercio l'8 novembre su iTunes, la première su Total Request Live arrivò il giorno dopo. Entrò alla terza posizione e raggiunse la prima posizione il 14 novembre. Su Match Music il video conquistò il titolo di "High Rotation".
Il video ha guadagnato subito la prima posizione su TRL Italia e mantenendosi entro le prime 3 posizioni per svariati passaggi. In Asia raggiunse l'11ª posizione e nella classifica di MTV Asia raggiunse la prima posizione. Fu nominato ai VMA 2005, quinto video di Hilary Duff a ottenere la nomination. Il video ha avuto molto successo anche in Sud America ed ha ottenuto il riconoscimento di platino dalla Video Association of America.

## Tracce
1. Beat of My Heart (Dj Kaya Dance Remix)
2. Wake Up

## Classifiche
| Classifica (2005/2006) | Posizione massima |
| ---------------------- | ----------------- |
| Australia              | 13                |
| Italia                 | 8                 |
| Spagna                 | 17                |
| Svizzera               | 89                |

## Andamento nella classifica dei singoli italiani
| Posizione | 10 | 11 | 13 | 8 | 17 | 20 | 18 | 14 | 29 | 38 | 26 | 34 | 49 | - | 42 |